# Georges Wellers
Georges Wellers (* 24. Januar 1905 in Koslow; † 3. Mai 1991 in Paris) war ein französischer Physiologe und Biochemiker. Nachdem er selbst das KZ Auschwitz überlebt hatte, gehörte er zu den ersten jüdischen Historikern in Frankreich, die sich mit dem Holocaust beschäftigten. Er engagierte sich wissenschaftlich-kritisch vor allem gegen Holocaustleugnung.

## Leben

### Wissenschaftliche Karriere
Der Enkel eines Rabbiners studierte Biologie an der Universität Moskau. Als sein Vater als ehemaliger Fabrikbesitzer und Inhaber der russischen wie der lettischen Staatsangehörigkeit nach der Gründung der Sowjetunion 1922 nach Lettland ausgewiesen wurde, musste auch Georges Wellers die Sowjetunion verlassen. Ab 1925 lebte er in Riga, wo er – des Lettischen nicht mächtig – nur als Hafenarbeiter Beschäftigung fand. 1929 ging er mit seiner Ehefrau nach Frankreich, wo er im Forschungslabor des Instituts Pasteur angestellt wurde. Der Buchstabe »s« wurde seinem Namen hinzugefügt, um den Franzosen die korrekte Aussprache seines Geburtsnamens Weller zu erleichtern.
1932 wechselte Wellers als Assistent zum physiologischen Forschungslabor der medizinischen Fakultät der Universität von Paris in der Sorbonne. Er profilierte sich als Spezialist für Physiologie und insbesondere für Biochemie. 1939 trat er dem Centre national de la recherche scientifique bei. Er war Preisträger der Académie des Sciences und der Académie nationale de Médecine und Forschungsleiter (ehrenhalber) im Centre national de la recherche scientifique. 1956 wurde er Direktor des Laboratoriums an der Sorbonne. Von 1968 bis 1974 amtierte er als Beisitzer des Dekans der medizinischen Fakultät. Er war Ritter der französischen Ehrenlegion und erhielt 1983 anlässlich des vierzigjährigen Bestehens des Centre de documentation juive contemporaine die Médaille de la Ville de Paris.

### Überlebender des Holocausts
Wellers war 1938 französischer Staatsbürger geworden. Er nahm 1939/40 als Angehöriger der französischen Armee am Zweiten Weltkrieg teil. Nach der Niederlage Frankreichs im Juni 1940 kehrte er nach Paris zurück. Dort wurde er am 12. Dezember 1941 verhaftet und zunächst mit etwa 750 anderen Juden in das KZ Royallieu bei Compiègne verbracht. Seine Frau wurde auf Grund ihrer Papiere zunächst nicht als Jüdin angesehen und überlebte mit den gemeinsamen Söhnen ab 1943 in einem Versteck.
Im Juni 1942 wurde Wellers in das Sammellager Drancy verlegt. Im Oktober 1943 waren er und hunderte andere jüdische Gefangene aus Drancy zeitweilig in der Pariser Dienststelle des Einsatzstabes Reichsleiter Rosenberg damit beschäftigt, den Hausrat verhafteter Juden zu sortieren.
Am 30. Juni 1944 wurde Wellers in das KZ Auschwitz deportiert, wo er im KZ Auschwitz III Monowitz inhaftiert wurde. Er gehörte zu den Häftlingen, die am 18. Januar 1945 aus Auschwitz evakuiert wurden. Er gelangte bis in das KZ Buchenwald, wo er am 11. April 1945 durch die US-Armee befreit wurde.

### Historiker des Holocausts
Nach dem Krieg beschäftigte sich Wellers in seiner medizinischen Forschungsarbeit mit den Auswirkungen der Konzentrationslagerregime, insbesondere dem von Auschwitz, auf den menschlichen Organismus. Er widmete sich außerdem der Geschichte der nationalsozialistischen Judenverfolgung, insbesondere während des Vichy-Regimes. Er veröffentlichte 1946 einen Erinnerungsbericht über seine Zeit in den nationalsozialistischen Lagern und wurde ein früher Mitarbeiter und Mitglied des Exekutivkomitees des Centre de Documentation Juive Contemporaine in Paris sowie Chefredakteur von dessen Zeitschrift Le Monde Juif. Damit gehörte er neben Léon Poliakov und Joseph Billig zu den ersten jüdischen französischen Historikern, die sich mit dem Holocaust beschäftigten. Er war Präsident der L’Association pour la Fondation Mémoire d’Auschwitz und stand der historischen Kommission des Mémorial du Martyr Juif Inconnu vor. 1961 trat er als Zeuge im Eichmann-Prozess auf.
Wellers gilt als einer der ersten, der sich wissenschaftlich mit Publikationen von Geschichtsrevisionisten und Holocaustleugnern wie Paul Rassinier, Robert Faurisson, Henri Roques und Fred A. Leuchter auseinandersetzte. So belegte er die Authentizität des Gerstein-Berichts und des Korherr-Berichts, engagierte sich in der Faurisson-Affäre (1978/79) und beteiligte sich an der Widerlegung des Leuchter-Reports.

## Ehrungen
- 1981 Prix Bernard-Lecache (Ligue Internationale Contre le Racisme et l’Antisémitisme)
- 1983 Médaille de la Ville de Paris
- Ritter der Ehrenlegion
- Offizier der Ehrenlegion

## Schriften
- De Drancy à Auschwitz. Éditions du Centre, Paris 1946
  - Deutsch (Auszug): Von Drancy nach Auschwitz, in H. G. Adler, Hermann Langbein, Ella Lingens-Reiner Hgg.: Auschwitz. Zeugnisse und Berichte. Zuerst 1962. Zuletzt: Schriftenreihe 1520. Bundeszentrale für politische Bildung BpB, Bonn 2014 ISBN 9783838905204 S. 54–59.
- und Robert Waltz: Recherches sur la dénutrition prolongée dans les camps de déportation. [S.n.], [S.l.] 1947.
- und Léon Binet: Sur la synthèse du glutathion „in vivo“. Consiglio nazionale delle ricerche, Roma 1955.
- Le Système concentrationnaire nazi. Union nationale des Associations de déportés, internés et familles de disparus, Fédération nationale des déportés et internés de la Résistance, Paris 1965.
- mit Berthe Thiriart und Émile Edmond Vallée: Pour la liberté. De la botte nazie au retour à la condition humaine, le national socialisme, le combat anti-nazi, la répression et les persécutions hitlériennes, les massacres, la déportation. impr. Crouan et Roques, Lille 1971.
- L’étoile jaune à l’heure de Vichy;. De Drancy à Auschwitz. Fayard, [Paris] 1973.
- La „solution finale de la question juive“ et la mythomanie néo-nazie., Paris 1977.
- mit Joseph Billing und Serge Klarsfeld: The Holocaust and the Neo-Nazi mythomania. Beate Klarsfeld Found, New York 1978.
- Reply to the Neo-Nazi falsification of historical facts concerning the Holocaust., New York 1978.
- The existence of gas chambers, the number of victims and the Korherr report., New York 1978.
- La solution finale et sa mythomanie néo-nazie. L’existence des chambres à gaz ; le nombre des victimes. Klarsfeld, Paris 1979.
- und Jean Manson: De la résistance à la déportation. Le système concentrationnaire nazi., Nancy 1980
- Le „traitement special“ – „Sonderbehandlung“ – qu’est-ce que c’est? Le camp d’internement de Gurs, 1. In: Le monde juif. La revue du Centre de documentation juive contemporaine, 36, Nr. 100, 1980, S. 117–147
- La France et la question juive 1940 – 1944. 1981
- Les chambres à gaz ont existé. Des documents, des témoignages, des chiffres. Gallimard, Paris 1981
- mit André Kaspi und Serge Klarsfeld: La France et la question juive 1940 – 1944. Actes du colloque du Centre de documentation juive contemporaine (10 au 12 mars 1979). S. Messinger, Paris 1981 ISBN 9782865830114
- Vorwort zu: Activité des organisations juives en France sous l’occupation. Hg. Centre de documentation juive contemporaine. Ed. du Centre, Paris 1947. 2. Aufl. ebd. 1983 ISBN 2902041012
- Essai de détermination du nombre de morts au Camp d’Auschwitz. In: Le Monde juif. La revue du Centre de documentation juive contemporaine. ISSN 0026-9425 1983, S. 127–159
- Le Soulèvement du Ghetto de Varsovie et son Impact en Pologne et en France. Table ronde du 17 avril 1983 dans la Salle Médicis du Sénat. Hg. Centre de documentation juive contemporaine, Paris 1984
- De la guerre à l’après-guerre. Publications Langues’O, Paris 1985.
- A propos d’une thèse de doctorat „explosive“ sur le rapport Gerstein. Centre de documentation juive contemporaine, Paris 1986.
- und Serge Klarsfeld: Mémoire du génocide. Un recueil de 80 articles du „Monde juif“, revue du Centre de documentation juive contemporaine. Centre de documentation juive contemporaine CDJC; L’Association „Les fils et filles des déportés juifs de France“, Paris 1987, ISBN 9782902041039.
- Der „Leuchter-Bericht“ über die Gaskammern von Auschwitz. Revisionistische Propaganda und Leugnung der Wahrheit. In: Dachauer Hefte. Studien und Dokumente zur Geschichte der nationalsozialistischen Konzentrationslager. 7, 1991, S. 230–241.
- Un juif sous Vichy. Editions Tirésias, Paris 1991 ISBN 9782908527063